# Геращенко, Анатолий Николаевич
Анато́лий Никола́евич Гера́щенко (2 декабря 1949 — 21 сентября 2022) — советский и российский учёный, доктор технических наук, профессор, с 2007 года по сентябрь 2015 года ректор Московского авиационного института.

## Образование и учёные степени
- 1977 — МАИ, инженер-электромеханик
- 1990 — кандидат технических наук
- 1994 — университет Кларка (США)
- 2001 — доктор технических наук
- 2003 — профессор
- 2004 — второе высшее образование МАИ, инженер-экономист

## Карьера
- 1967—1968 — Завод «Гидропривод» (Липецкая область, г. Елец), фрезеровщик
- 1968—1970 — служба в СА
- с 1977 в МАИ — старший инженер, ведущий инженер, главный механик, начальник ОКСа, проректор по развитию комплекса института и социальным вопросам
- 2007—2015 — ректор МАИ
- 2015—2022 — советник ректора МАИ[2]

## Награды
- Медаль ордена «За заслуги перед Отечеством» I степени
- Медаль ордена «За заслуги перед Отечеством» II степени
- Медаль «В память 850-летия Москвы»
- Медаль «300 лет Российскому флоту»
- Медаль «За трудовую доблесть»
- Девять медалей различных министерств и ведомств
- Лауреат премии Правительства РФ в области образования
- Лауреат премии Правительства РФ в области науки и техники
- Почётный работник высшего образования РФ

## Смерть
21 сентября 2022 погиб в результате несчастного случая (оступился на лестнице в МАИ).